# Bon-Adrien Jeannot de Moncey
Bon-Adrien Jeannot de Moncey, francoski maršal, * 31. julij 1754, † 20. april 1842, Pariz.